# Viatcheslav Kyrylenko
Pour les articles homonymes, voir Kyrylenko.
Viatcheslav Anatoliovytch Kyrylenko (ukrainien :В'ячеслав Анатолійович Кириленко) est un homme politique ukrainien.
Il a été ministre de la politique sociale et du travail du Gouvernement Tymochenko I, vice-Premier ministre du Gouvernement Iatseniouk II, vice-premier ministre et chargé de la Politique humanitaire du Gouvernement Hroïsman et dirigeant des anciens partis politiques Notre Ukraine et Pour l'Ukraine.

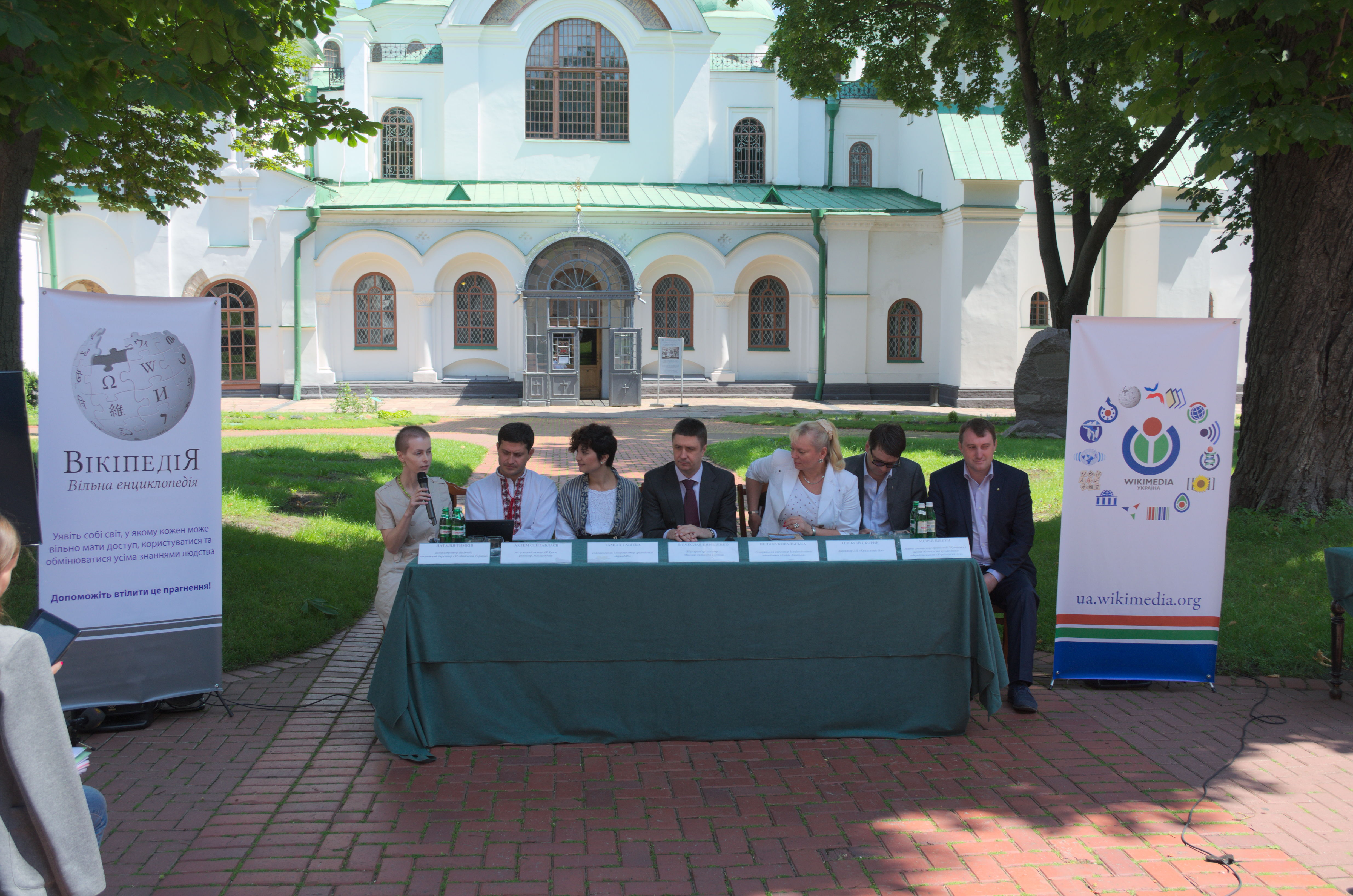
En 2015 dans le cadre de Crimée SOS et un projet Wikipedia de sauvegarde des monuments de Crimée, conférence de presse avec Tamila Tacheva, Akhtem Seitablayev, Natalya Timkiv, Nelya Koukovalska, Andrii Chtchekoun et Olena Zakharian.